# Britische Klasse 755
Die britische Klasse 755 besteht aus Zweikrafttriebzügen des Herstellers Stadler Rail für Greater Anglia. Sie gehören zur Flirt-Baureihenfamilie. Die Züge befinden sich seit Juli 2019 im Fahrgastbetrieb.

## Geschichte

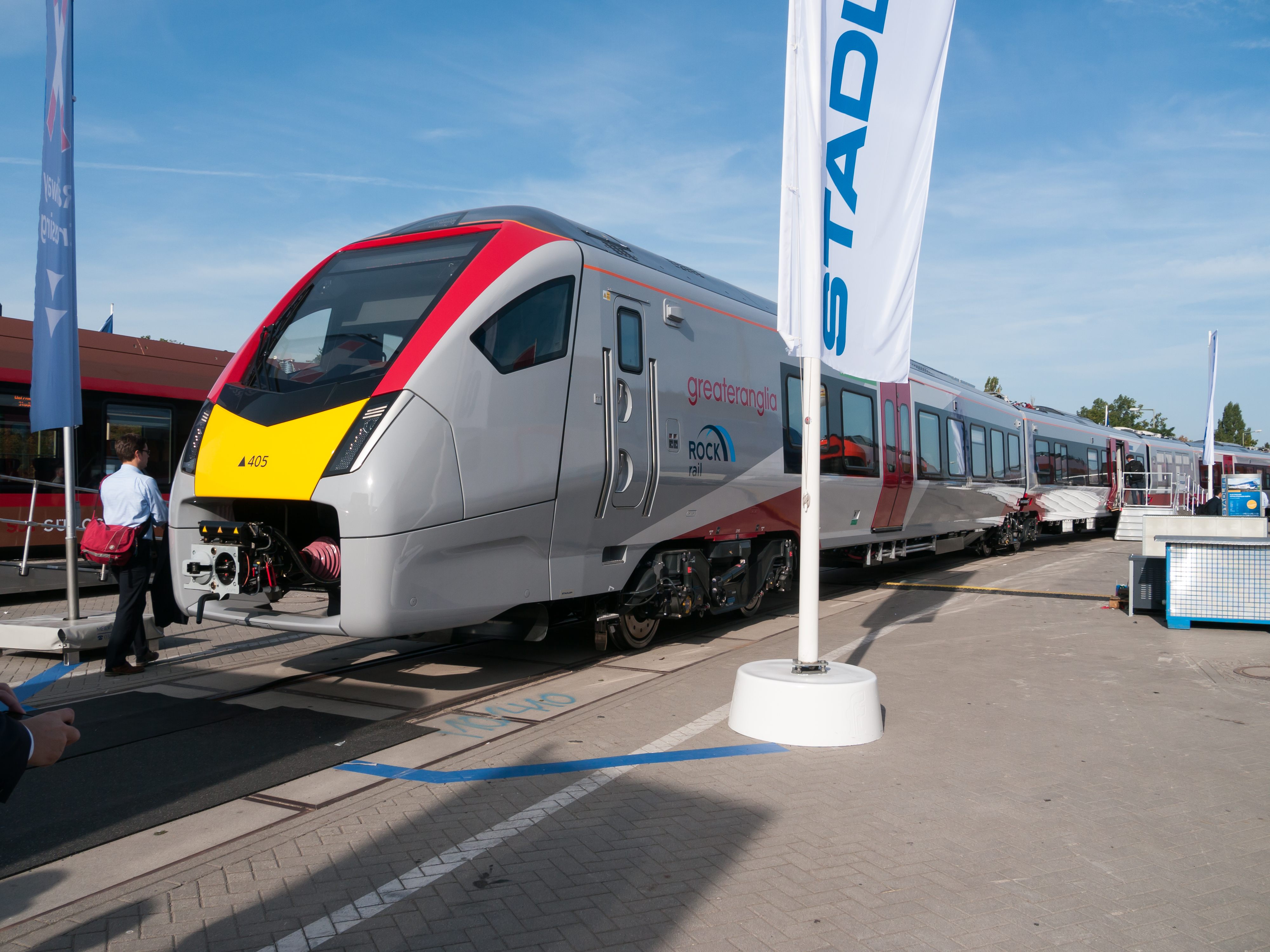
755405 auf der InnoTrans 2018 in Berlin

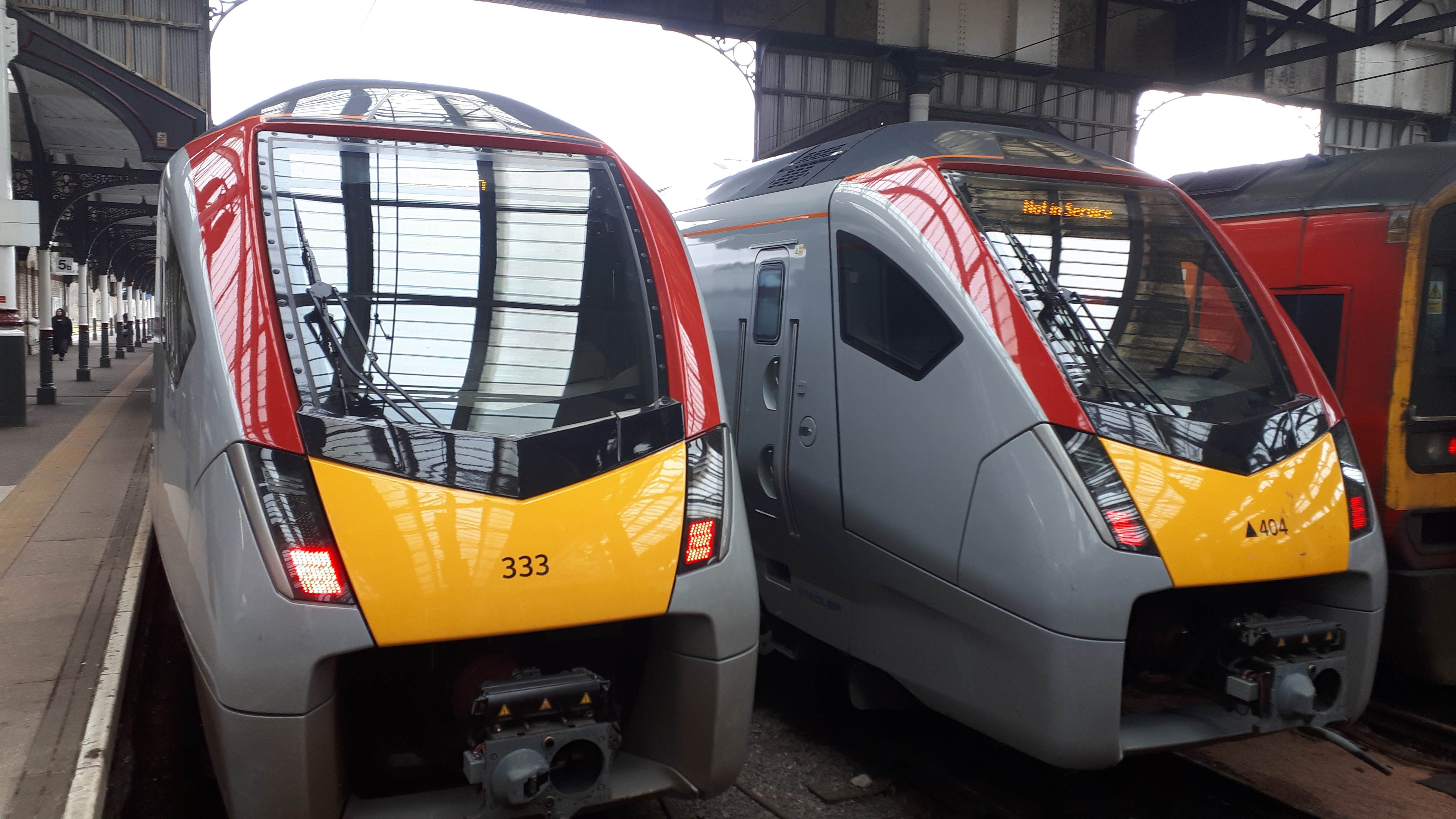
755333 und 755404 in Norwich im Jahr 2020

Im August 2016 erhielt Abellio Greater Anglia das East Anglia Franchise mit der Auflage, die gesamte bestehende Flotte durch moderne Triebzüge zu ersetzen, weswegen bei Stadler Rail 38 Zweikrafttriebzüge der Flirt-Baureihenfamilie bestellt wurden. Die neuen Züge wurden als Class 755 eingeordnet, wobei die Bestellung aus 14 dreiteiligen Triebzügen der Reihe 755/3, sowie 24 vierteiligen der Reihe 755/4 besteht. Sie ersetzen seit 2020 im Regionalverkehr die Dieseltriebwagen der Klassen 153, 156 und 170. Gewartet wird die Class 755 wie die im Fernverkehr eingesetzte elektrische Schwesterreihe 745 im Bahnbetriebswerk Crown Point bei Norwich.
Der erste Triebzug wurde im November 2018 für Testfahrten in das Vereinigte Königreich überführt. Ursprünglich war der Beginn des Planeinsatzes im Mai 2019 vorgesehen. Nachdem klar wurde, dass man diesen Termin nicht einhalten könne, verschob man ihn auf Ende Juni/Anfang Juli. Im Anschluss daran erhielten die Triebzüge am 30. Mai 2019 vom ORR die Zulassung und konnten schließlich zum 29. Juli 2019 in den Planeinsatz gehen.

## Einsatz
Da nach und nach mehr Triebzüge zur Verfügung standen, konnte Abellio Greater Anglia alle reinen Dieseltriebzüge zugunsten der Class 755 aus dem Verkehr ziehen. Im Vergleich zu den ersetzten Dieseltriebzügen verfügt die Class 755 über mehr Sitze, Netz- und USB-Steckdosen, schnelleres WLAN, eine Klimaanlage und verbesserte Fahrgastinformationssysteme. Insgesamt befinden sich 38 Züge auf den Strecken von Greater Anglia in Norfolk und Suffolk im Einsatz. Zu den Einsatzstrecken gehören die Wherry Lines (Norwich nach Great Yarmouth und Lowestoft), die Bittern Line nach Sheringham, die Breckland Line, die Ipswich-Ely Line sowie die Nebenstrecken nach Felixstowe und Sudbury.

## Technische Daten
Die Klasse 755 besteht aus drei oder vier Wagen, sowie einem „Powerpack“, in welchem zwei bzw. vier Deutz-Dieselmotoren des Typs TCD 16.0 V8 verbaut sind. Alle Wagen sind durch Jakobs-Drehgestelle verbunden, wobei die Enddrehgestelle angetrieben werden. Diese im Vereinigten Königreich ungewöhnliche Bauweise ermöglicht ein niedrigeres Bodenniveau und stufenloses Einsteigen auf Bahnsteige mit Standardhöhe.
Die Stromabnehmer für den Oberleitungsbetrieb sind auf den Mittelwagen montiert.

## Zwischenfälle
Am 24. November 2019 näherte sich der Triebzug 755416 mit einer Geschwindigkeit von 72 km/h einem Bahnübergang in New Rackheath, Norfolk, als sich die Schranken öffneten und Autos begannen, von links und rechts die Gleise zu überqueren. Zu diesem Zeitpunkt war der Zug noch 200 Meter vom Bahnübergang entfernt. Der Triebfahrzeugführer leitete eine Schnellbremsung ein. Der Zug kam jedoch erst nach dem Überqueren des Bahnübergangs zum Stehen. Eine Kollision mit einem Auto wurde um eine halbe Sekunde vermieden.
Die Rail Accident Investigation Branch leitete eine Untersuchung des Vorfalls ein. Als Reaktion darauf verhängte Greater Anglia eine vorübergehende Geschwindigkeitsbeschränkung für sechs Bahnübergänge auf der Bittern Line. Ursache des Vorfalls war eine starke Verschmutzung des Gleises, die die Erkennung des Zuges durch Gleisstromkreise beeinträchtigte. Die Anlage war so eingestellt, dass sie den Bahnübergang 16 Sekunden nach Signalverlust öffnet. Als Folge des Vorfalls wurde die Spurkranzschmierung der Züge entfernt. Die Anlage des Bahnübergangs wurde so eingestellt, den Bahnübergang 99 Sekunden nach Signalverlust zu öffnen. Ein Computerprogramm der Fahrzeuge wurde verändert, um eine 10-Sekunden-Verzögerung beim Sandstreuen im Falle eines Radrutsches zu beseitigen. Die Häufigkeit der Schienenreinigung auf der Bittern Line wurde während der Laubfallsaison von lediglich an Werktagen auf täglich erhöht.

## Flottendetails

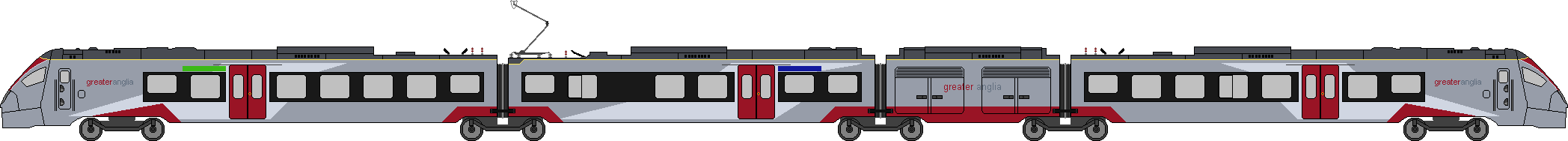
Klasse 755/3

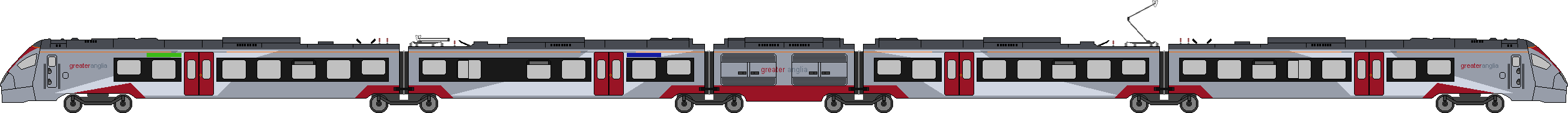
Klasse 755/4

| Klasse | Betreiber              | Anzahl | Baujahr(e) | Teile | Fahrzeugnummern |
| ------ | ---------------------- | ------ | ---------- | ----- | --------------- |
| 755/3  | Abellio Greater Anglia | 14     | 2018–20    | 3     | 755325–755338   |
| 755/4  | Abellio Greater Anglia | 24     | 2018–20    | 4     | 755401–755424   |